# リヒャルディス・フォン・シュヴェリーン (シュレースヴィヒ公妃)
リヒャルディス・フォン・シュヴェリーン（ドイツ語：Richardis von Schwerin, ? - 1386年以前）は、シュレースヴィヒ公ヴァルデマー5世（デンマーク王ヴァルデマー3世）の妃。シュヴェーリン＝ヴィッテンブルク伯グンツェリン6世とリヒャルディス・フォン・テクレンブルクの娘で、スウェーデン王妃リヒャルディス・フォン・シュヴェリーンの叔母にあたる。

## 生涯
結婚の年は不明である。夫ヴァルデマー5世は1326年から1329年までデンマーク王位についており、もし結婚したのが1329年以前であれば、リヒャルディスはデンマーク王妃でもあったことになる。リヒャルディスについては、夫ヴァルデマー5世とデンマーク王ヴァルデマー4世の間に起こった戦争のさなかの1358年に起こった出来事が知られている。ヴァルデマー4世はアルス島のスナボー城を包囲攻撃したが、スナボー城にはこの時リヒャルディスが住んでいた。リヒャルディスは長期にわたり城を守ったが、それが不可能となった時、リヒャルディスは門を開けヴァルデマー4世のところに慈悲を乞うため、娘たちと城内にいた全ての女性とともに歩いて向かった。それは受け入れられ、ヴァルデマー4世はリヒャルディスが戦いに関わらないという条件で、城の支配を任せることに同意した。1364年、息子ヘンリクはヴァルデマー4世と和解した。1373年、リヒャルディスはヴァルデマー4世をアルス島を含めた寡婦財産の保護者とした。これがリヒャルディスが記録上に見える最後である。1386年、リヒャルディスの甥テクレンブルク伯オットー6世は、オットーが継承したリヒャルディスの遺産に対し、同じくリヒャルディスの甥のザクセン＝ラウエンブルク公エーリヒ3世の継承権を認めた。

## 子女
- ヴァルデマー（1338年 - 1360年）
- ヘンリク（1342年 - 1375年） - シュレースヴィヒ公